# Oxinasphaera tetrodon
Oxinasphaera tetrodon är en kräftdjursart som beskrevs av Marilyn Schotte och Brian Frederick Kensley 2005. Oxinasphaera tetrodon ingår i släktet Oxinasphaera och familjen klotkräftor. Inga underarter finns listade i Catalogue of Life.